# Anita Bryant
Anita Jane Bryant (Barnsdall (Oklahoma), 25 maart 1940 – Edmond (Oklahoma), 16 december 2024) was een Amerikaanse zangeres die internationaal als antihomoactiviste bekend is geworden.
In 1977 voerde ze campagne tegen een lokale verordening in Miami die discriminatie op grond van seksuele geaardheid verbood. Zij was overtuigd van de zondigheid van homoseksualiteit; homo's zouden per definitie ongelukkig zijn en verandering nodig hebben. Bryant, die lid was van een tot de Southern Baptist Convention behorende kerk, baseerde haar overtuiging op haar christenfundamentalistisch geloof. Ze stond aan het hoofd van een in dat jaar opgericht politiek samenwerkingsverband, Save Our Children, dat zich tegen homoseksualiteit richtte en bang was dat vooral kinderen hiervan slachtoffer zouden worden. Haar actie sloeg aan en de verordening werd afgewezen.
Anita Bryant is in 1980 gescheiden van haar eerste man. Met haar tweede echtgenoot is zij twee keer failliet verklaard.
In 2021 werd bekend dat de kleindochter van Bryant met een vrouw gaat trouwen. Iets wat zij afwees en een waanidee noemde.
Bryant overleed op 16 december 2024 op 84-jarige leeftijd. Op 10 januari 2025 werd dit bekendgemaakt door haar familie.

## Protesten

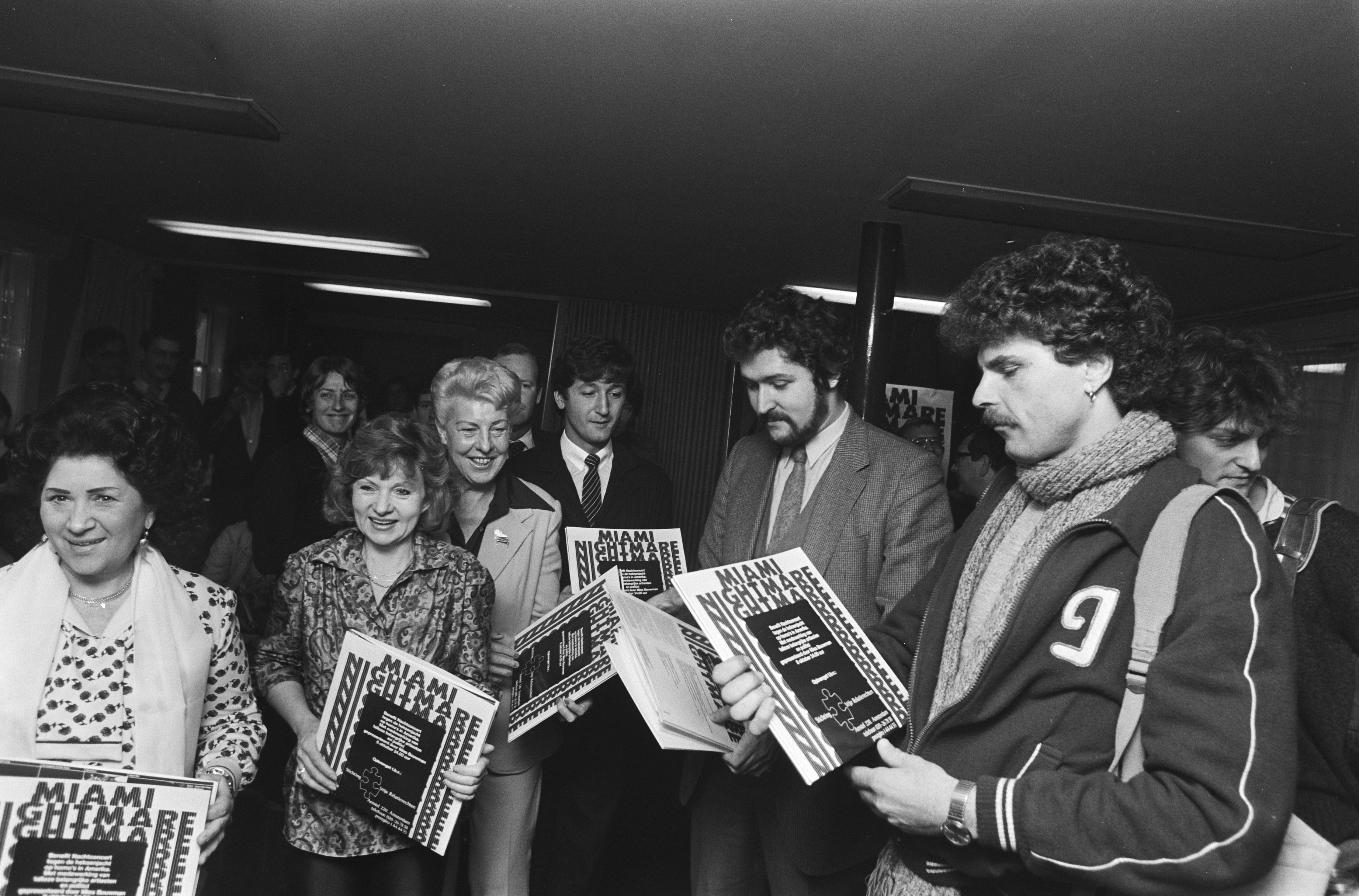
Presentatie in 1980 van een LP met de muziek van de 3 jaar eerder gehouden "Miami Nightmare", met v.l.n.r. Zangeres Zonder Naam, Sylvia de Leur, Pia Beck, Manfred Langer, Henk Krol en Robert Long.

Bryants antihomocampagnes leidden in Amerika en in veel andere westerse landen tot protesten. In Nederland werd op 25 juni 1977 tegen haar optredens de "Internationale homobevrijdings- en -solidariteitsdag" georganiseerd. Dit was de eerste Nederlandse Gay Pride Parade, die sinds 1979 Roze Zaterdag heet.
Vervolgens vond op 8 oktober 1977 een benefietconcert plaats in het Concertgebouw in Amsterdam onder de titel "Miami Nightmare", waarbij voor het eerst tal van bekende artiesten zich solidair toonden met de homo-emancipatie.
Zo zong de Zangeres Zonder Naam het protestlied "Luister Anita": "Maar beste vent hou gerust van je vriend / En strijd voor je rechten / Desnoods ervoor vechten / Waar ze jou van beschuldigt heb jij niet verdiend". Een andere Nederlandse, de veelvuldig in de Verenigde Staten optredende jazzpianiste en lesbienne Pia Beck, kwam ook tegen Bryant in het geweer.

## Liedjes
- Paper Roses
- The Wedding
- In My Little Corner Of The World
- In the Chapel in the Moonlight
- Moon River
- My Heart Cries For You
- Till There Was You